# Kerlaz
Kerlaz (en bretó Kerlaz) és un municipi francès, situat a la regió de Bretanya, al departament de Finisterre. L'any 2006 tenia 801 habitants.

## Demografia
| 1962                                       | 1968 | 1975 | 1982 | 1990 | 1999 |
| ------------------------------------------ | ---- | ---- | ---- | ---- | ---- |
| 609                                        | 567  | 513  | 614  | 729  | 803  |
| Des de 1962: població sense dobles comptes |      |      |      |      |      |

## Administració
| Període   | Identitat        | Partit |
| --------- | ---------------- | ------ |
| 2001-2008 | Pierre Jain      |        |
| 2008-     | Michel Kervoalen |        |